# 레오노라 (가수)
레오노라(Leonora, 1998년 10월 3일 ~ )는 덴마크의 가수, 피겨 스케이터이다. 2019 유로비전 송 콘테스트에 덴마크 대표로 참가했다.